# Néstor Ortigoza
Néstor Ezequiel Ortigoza (ur. 7 października 1984 w San Antonio de Padua) – argentyński piłkarz z obywatelstwem paragwajskim, występujący najczęściej na pozycji defensywnego pomocnika.

## Kariera klubowa
Ortigoza jest wychowankiem klubu Argentinos Juniors, w którego seniorskich barwach występuje od 2004 roku, z przerwą na krótkie wypożyczenie do Nueva Chicago w roku 2005. Na boisku zaczął się pojawiać częściej dopiero 2 lata po wypożyczeniu, a następnie szybko wywalczył miejsce w podstawowej jedenastce. Był ważną częścią drużyny Argentinos w mistrzowskim sezonie Clausura 2010.

### Statystyki klubowe
| Klub               | Sezon     | Rozgrywki                     | Mecze | Gole |
| ------------------ | --------- | ----------------------------- | ----- | ---- |
| Argentinos Juniors | 2009-2010 | Primera División de Paraguay  | 32    | 7    |
| Argentinos Juniors | 2008-2009 | Primera División de Argentina | 32    | 6    |
| Argentinos Juniors | 2007-2008 | Primera División de Argentina | 30    | 4    |
| Argentinos Juniors | 2006-2007 | Primera División de Argentina | 17    | 0    |
| Argentinos Juniors | 2005-2006 | Primera División de Argentina | 0     | 0    |
| Nueva Chicago      | 2004-2005 | Primera División de Argentina | 13    | 0    |
| Argentinos Juniors | 2004-2005 | Primera División de Argentina | 3     | 0    |

Ostatnia aktualizacja: 25 maja 2010.

## Kariera reprezentacyjna
Ojciec Ortigozy jest Paragwajczykiem, dlatego selekcjoner kadry narodowej Paragwaju, Gerardo Martino, zaczął namawiać piłkarza do gry dla drużyny "Guarani". Zawodnik mimo wszystko chciał zgody na to posunięcie selekcjonera reprezentacji Argentyny - Diego Maradony, a gdy ją uzyskał, 8 kwietnia 2009 przyjął paragwajskie obywatelstwo. Pierwszym meczem o stawkę w nowej kadrze narodowej było rozegrane 10 października 2009 spotkanie eliminacji do MŚ 2010 przeciwko Wenezueli. Cáceres został też powołany przez selekcjonera Martino do szerokiej kadry na Mundial 2010.

### Statystyki reprezentacyjne
| Reprezentacja | Rok  | Mecze | Gole |
| ------------- | ---- | ----- | ---- |
| Paragwaj      | 2010 | 1     | 0    |
| Paragwaj      | 2009 | 2     | 0    |

Ostatnia aktualizacja: 25 maja 2010.